# Estación de Santo Tirso
La Estación Ferroviaria de Santo Tirso, también conocida como Estación de Santo Tirso, es una plataforma de la Línea de Guimarães, que sirve la localidad de Santo Tirso, en el Distrito de Porto, en Portugal.

## Características

### Localización y accesos
Se encuentra junto a la localidad de Santo Tirso, con acceso por la Calle Dr. Oliveira Salazar.

### Descripción física
En enero de 2011, presentaba 2 vías de circulación, ambas con 277 metros de longitud; las respectivas plataformas tenían ambas 150 metros de extensión, y 90 centímetros de altura.

## Historia

### Inauguración
La vinculación entre las Estaciones de Trofa y Vizela, en el cual esta plataforma se encuentra, abrió al servicio el 31 de diciembre de 1883, por la Compañía del Camino de Hierro de Guimarães.